# Nina Stahr
Nina Stahr (nascida a 27 de outubro de 1982) é uma política alemã. Stahr tornou-se membro do Bundestag nas eleições federais alemãs de 2021. Ela é afiliada ao partido Aliança 90/Os Verdes.
Ela tornou-se membro do partido Aliança 90/Os Verdes em 2006.
Em 2020, escreveu o livro Die Krise ist weiblich.